# 陰茎重複症

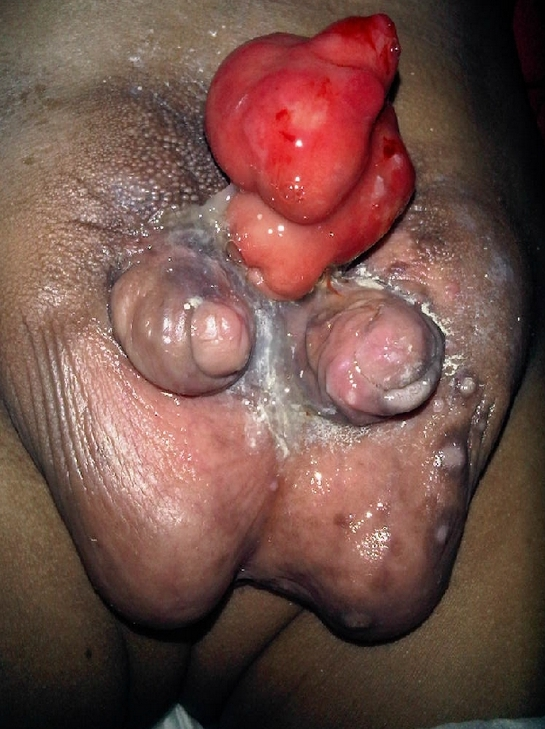
陰茎重複症を有する思春期前の男児の外性器

陰茎重複症（いんけいちょうふくしょう）、または二陰茎体（にいんけいたい）（英: Diphallia）とは、男児が2本の陰茎を持って生まれる疾患である。極めて稀な障害であり、ヨハン・ヤコブ・ヴェッカーによる最初の報告から、100件程度の症例の記録しか無い。
米国に於いては、550万人に1人の発生率である。
陰茎重複症の症例では、しばしば腎臓、脊椎、後腸、肛門および直腸の重複のような先天性異常を併発し、二分脊椎症のハイリスクとなる。陰茎重複症や、これに関連する疾患を持って生まれた新生児は、腎臓または肛門および直腸の重複異常による複雑な内臓構成を持つため、これらの臓器と関連する種々の感染症により死亡する率が高い。
妊娠23日目から25日目の胎児に於いて、生殖結節及び直腸から胎児中胚葉のen:caudal cell massが尿生殖洞として分離し陰茎を形成する過程で、損傷、科学的ストレス、ホメオボックス遺伝子の変異による異常形成などの影響により発症すると考えられている。

## 特徴
- 陰茎重複症の患者は、先天性疾患や、性交渉の困難さから子を成せない例が多い。
- 尿は、両方もしくは片方の陰茎、または会陰開口部から排泄される。
- 器官が二つに分かれているだけのものから、互いに少し離れた場所に2本のペニスが独立して存在する場合まで、多岐にわたる重複症の例が存在する。
- 殆どの重複陰茎は同じ大きさで隣り合って位置しているが、一方の上に位置する場合や、一方より際立って大きい場合もある。

この稀な症状は豚やその他の哺乳類でも記録されている。
陰茎重複症は医学的状態であり、選択的手術としての身体改造である陰茎分割と混同してはならない。
陰茎重複症の男性が、両方の陰茎を使い素晴らしい性生活を送る多くのケースが存在する。
陰茎重複症の男性のうちのいくらかは、女性のパートナーとの間に子供をもうけている。
陰茎重複症の父親を持つ男児の多くは、通常の陰茎を持っている。